# Grammy-díj a legjobb rockalbumért

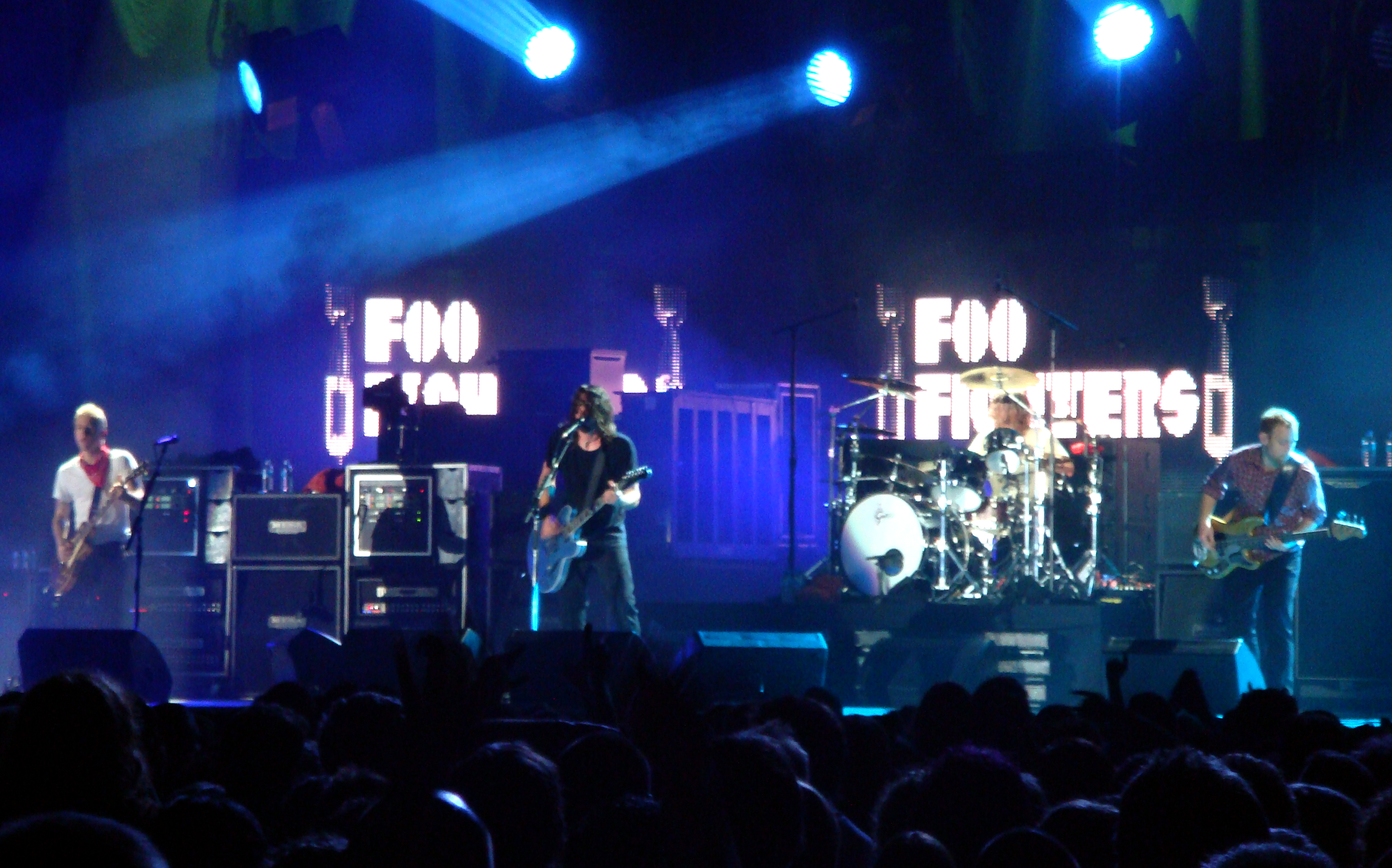
Az ötszörös nyertes Foo Fighters együttes.

A legjobb rockalbumért járó Best Rock Album elnevezésű Grammy-díjat először 1995-ben adták át, a 37. Grammy-díjátadón.
A Grammy-díjat odaítélő Akadémia meghatározása szerint a legjobb rockalbumért járó díjra azok az "énekes vagy instrumentális rock, hard rock, vagy metal albumok jelölhetők, ahol a játékidő legalább 51 százaléka újonnan rögzített zenei anyag". 1996 óta a díjazottak között gyakran feltüntetik az előadó neve mellett az albumhoz kapcsolódó producerek, hangmérnökök nevét is.
A kategória első nyertese a The Rolling Stones volt. A legsikeresebb előadó a kategóriában a Foo Fighters együttes, akik nyolc jelölésből ötször megnyerték a díjat. Azok közül, akik egyetlen egyszer sem nyertek még, legtöbbször Neil Young volt jelölve a díjra, hét alkalommal.

## Díjazottak

### 1990-es évek
| Év   | Előadó(k)          | Album              | Jelöltek                                         | For.  |
| ---- | ------------------ | ------------------ | ------------------------------------------------ | ----- |
| 1995 | The Rolling Stones | Voodoo Lounge      | - Neil Young és Crazy Horse – Sleeps with Angels | [ 2 ] |
| 1996 | Alanis Morissette  | Jagged Little Pill | - Neil Young – Mirror Ball                       | [ 3 ] |
| 1997 | Sheryl Crow        | Sheryl Crow        | - Neil Young és Crazy Horse – Broken Arrow       | [ 4 ] |
| 1998 | John Fogerty       | Blue Moon Swamp    | - U2 – Pop                                       | [ 5 ] |
| 1999 | Sheryl Crow        | The Globe Sessions | - Hole – Celebrity Skin                          | [ 6 ] |

### 2000-es évek
| Év   | Előadó(k)             | Album                                     | Jelöltek                                               | For.   |
| ---- | --------------------- | ----------------------------------------- | ------------------------------------------------------ | ------ |
| 2000 | Santana               | Supernatural                              | - Tom Petty and the Heartbreakers – Echo               | [ 7 ]  |
| 2001 | Foo Fighters          | There Is Nothing Left to Lose             | - Rage Against the Machine – The Battle of Los Angeles | [ 8 ]  |
| 2002 | U2                    | All That You Can’t Leave Behind           | - Linkin Park – Hybrid Theory                          | [ 9 ]  |
| 2003 | Bruce Springsteen     | The Rising                                | - Tonic – Head on Straight                             | [ 10 ] |
| 2004 | Foo Fighters          | One by One                                | - Nickelback – The Long Road                           | [ 11 ] |
| 2005 | Green Day             | American Idiot                            | - Velvet Revolver – Contraband                         | [ 12 ] |
| 2006 | U2                    | How to Dismantle an Atomic Bomb           | - Neil Young – Prairie Wind                            | [ 13 ] |
| 2007 | Red Hot Chili Peppers | Stadium Arcadium                          | - Neil Young – Living with War                         | [ 14 ] |
| 2008 | Foo Fighters          | Echoes, Silence, Patience & Grace         | - Wilco – Sky Blue Sky                                 | [ 15 ] |
| 2009 | Coldplay              | Viva la Vida or Death and All His Friends | - The Raconteurs – Consolers of the Lonely             | [ 16 ] |

### 2010-es évek
| Év   | Előadó(k)         | Album                  | Jelöltek                                       | For.   |
| ---- | ----------------- | ---------------------- | ---------------------------------------------- | ------ |
| 2010 | Green Day         | 21st Century Breakdown | - U2 – No Line on the Horizon                  | [ 17 ] |
| 2011 | Muse              | The Resistance         | - Neil Young – Le Noise                        | [ 18 ] |
| 2012 | Foo Fighters      | Wasting Light          | - Wilco – The Whole Love                       | [ 19 ] |
| 2013 | The Black Keys    | El Camino              | - Jack White – Blunderbuss                     | [ 20 ] |
| 2014 | Led Zeppelin      | Celebration Day        | - Neil Young és Crazy Horse – Psychedelic Pill | [ 21 ] |
| 2015 | Beck              | Morning Phase          | - U2 – Songs of Innocence                      | [ 22 ] |
| 2016 | Muse              | Drones                 | - Slipknot – .5: The Gray Chapter              | [ 22 ] |
| 2017 | Cage the Elephant | Tell Me I'm Pretty     | - Weezer – Weezer                              | [ 23 ] |
| 2018 | The War on Drugs  | A Deeper Understanding | - Queens of the Stone Age – Villains           | [ 24 ] |
| 2019 | Greta Van Fleet   | From the Fires         | - Weezer – Pacific Daydream                    | [ 25 ] |

### 2020-as évek
| Év   | Előadó(k)          | Album                | Jelöltek | For.   |
| ---- | ------------------ | -------------------- | --- | ------ |
| 2020 | Cage the Elephant  | Social Cues          | - Bring Me the Horizon – Amo - The Cranberries – In the End - I Prevail – Trauma - Rival Sons – Feral Roots                 | [ 26 ] |
| 2021 | The Strokes        | The New Abnormal     | - Fontaines D.C. – A Hero's Death - Michael Kiwanuka – Kiwanuka - Grace Potter – Daylight - Sturgill Simpson – Sound & Fury | [ 27 ] |
| 2022 | Foo Fighters       | Medicine at Midnight | - Paul McCartney – McCartney III                                                                                            | [ 28 ] |
| 2023 | Ozzy Osbourne      | Patient Number 9     | - Spoon – Lucifer on the Sofa                                                                                               |        |
| 2024 | Paramore           | This Is Why          | - Queens of the Stone Age – In Times New Roman...                                                                           |        |
| 2025 | The Rolling Stones | Hackney Diamonds     | - Jack White – No Name |        |

## Fordítás
- Ez a szócikk részben vagy egészben  a   Grammy Award for Best Rock Album című angol Wikipédia-szócikk fordításán alapul.  Az eredeti cikk szerkesztőit annak laptörténete sorolja fel. Ez a jelzés csupán a megfogalmazás eredetét és a szerzői jogokat jelzi, nem szolgál a cikkben szereplő információk forrásmegjelöléseként.